# Paramystaria variabilis occidentalis
Paramystaria variabilis là một phân loài nhện trong họ Thomisidae.
Loài này thuộc chi Paramystaria. Paramystaria variabilis occidentalis được miêu tả năm 1942 bởi Millot.